# Luigi Denza
Luigi Denza född 24 februari 1846 i Castellammare di Stabia Italien död 26 januari 1922 i London England, italiensk kompositör. Han har bland annat skrivit musiken till låten Funiculi, Funicula.